# Aleksandra Kałucka
Aleksandra Kałucka, född 25 december 2001, är en polsk professionell sportklättrare.

## Karriär
Vid EM 2022 tog hon silver i hastighet.